# سينروك ماري
تشانجوناك أنتيسار لوك أندرووك (بالإنجليزية: Changunak Antisarlook Andrewuk)‏ (المعروفة أيضًا باسم سنروك ماري أو ملكة الرنة) (من مواليد عام 1870 - والمُتوفاة في عام 1948) هي سيدة أعمال روسية من الأنوبياك (إحدى قبائل الإنويت) أصبحت واحدة من أغنى النساء في ألاسكا بسبب العمل في صناعة الرنة.

## حياتها المٌبكرة وعملها
وُلدت تشانجوناك في عام 1870. كانت والدتها من الانوبياك بينما كان والدها روسي. يعمل في شبه جزيرة سيوارد كتاجر. تحدثت ماري الإنجليزية، والروسية ولغة الانوبياك. نشأت سينروك في سانت مايكل بألاسكا؛ حيث تعلمت العديد من المهارات من أمها بما في ذلك الدباغة والتداوي بالأعشاب، والخياطة، وثقافة الانوبياك.
تزوجت سينروك من تشارلز أنتيسار لوك في عام 1899، وانتقلوا لللعيش في كيب نومي. عملت سينروك كمترجمة لمايكل أ. هيلي الذي أحضر أول رنة سيبيرية إلى ألاسكا للمساعدة في إطعام مجتمعات السكان الأصليين والحفاظ عليها. عمل زوجها كتمدرب لرعي الرنة، ومن ثم تم منح الزوجين الرنة. تُوفي زوجها بسبب الحصبة في عام 1900. وبعد وفاته، لم يسمح لماري بتولي ملكية ممتلكاته بسبب كونها من قبائلالانوبياك وكونها امرأة. انتهى المطاف بحصولها على حق الاحتفاظ بقطيع حيوان الرنة، الذي بلغ مجموعه حوالي 500 رأس. أدّى ذلك إلى كونها واحدة من أغنى النساء في ألاسكا.
كان القطيع يرعى في الأصل حول سينوك، وهي مستوطنة صغيرة تسمى «سينروك» أخذت منها ماري لقبها. انتقلت ماري لأسباب عملية إلى الجنوب، كما باعت لحم الرنة لجيش الولايات المتحدة في المنطقة، والتي أصبحت أكثر انشغالًا بسبب اكتشاف الذهب. تسببت صناعة تعدين الذهب بالعديد من المشاكل، بما في ذلك الأمراض التي جلبها عمال المناجم البيض إلى القبيلة، لذلك انتقلت ماري إلى أونالاكليت بألاسكا مع عائلتها وحيوانات الرنة في عام 1901. وفي عام 1902 ، تزوجت من أندرو أندروك. تبنت الأطفال وعلمتهم الرعي، وكذلك أعضاء آخرين من القبيلة. نما قطيع الرنة تحت إدارتها إلى 1500، واعتمدت عشرة متدربين. لم تفلح مستوطنة سينوك على أي حال؛ حيث تم القضاء عليها بشكل فعال بسبب الإنفلونزا، في عام 1916.
عملت ماري أيضًا كمترجمة في الحملات التي تدعمها الحكومة في ألاسكا، وخارجها في سيبيريا. كما رافقت ماري شيلدون جاكسون أيضُا في أسفاره.

## وفاتها وتراثها
تُوفيت ماري في عام 1948. تم إصدار فيلم وثائقي بعنوان «ملكة الرنة: واحدة من أغنى النساء في ألاسكا - القصة الحقيقية لسينروك ماري» في عام 2000. وفي عام 2009 ،أُدرج اسم ماري في قاعة مشاهير نساء ألاسكا.